# Knautia oecsemensis
Knautia oecsemensis är en tvåhjärtbladig växtart som beskrevs av E. U. Nyar. Knautia oecsemensis ingår i släktet åkerväddar, och familjen Dipsacaceae. Inga underarter finns listade i Catalogue of Life.